# Jerez Football Club
El Jerez Foot-Ball Club, también conocido como Jerez F.C. fue el primer equipo de fútbol de la localidad de Jerez de la Frontera (Andalucía, España). Fue fundado en 1911 por Sir Thomas E. Spencer Reimann, un empleado de las Bodegas William & Humbert y disuelto en junio de 1931 debido a su baja masa social y a sus últimas campañas deportivas.

## Historia

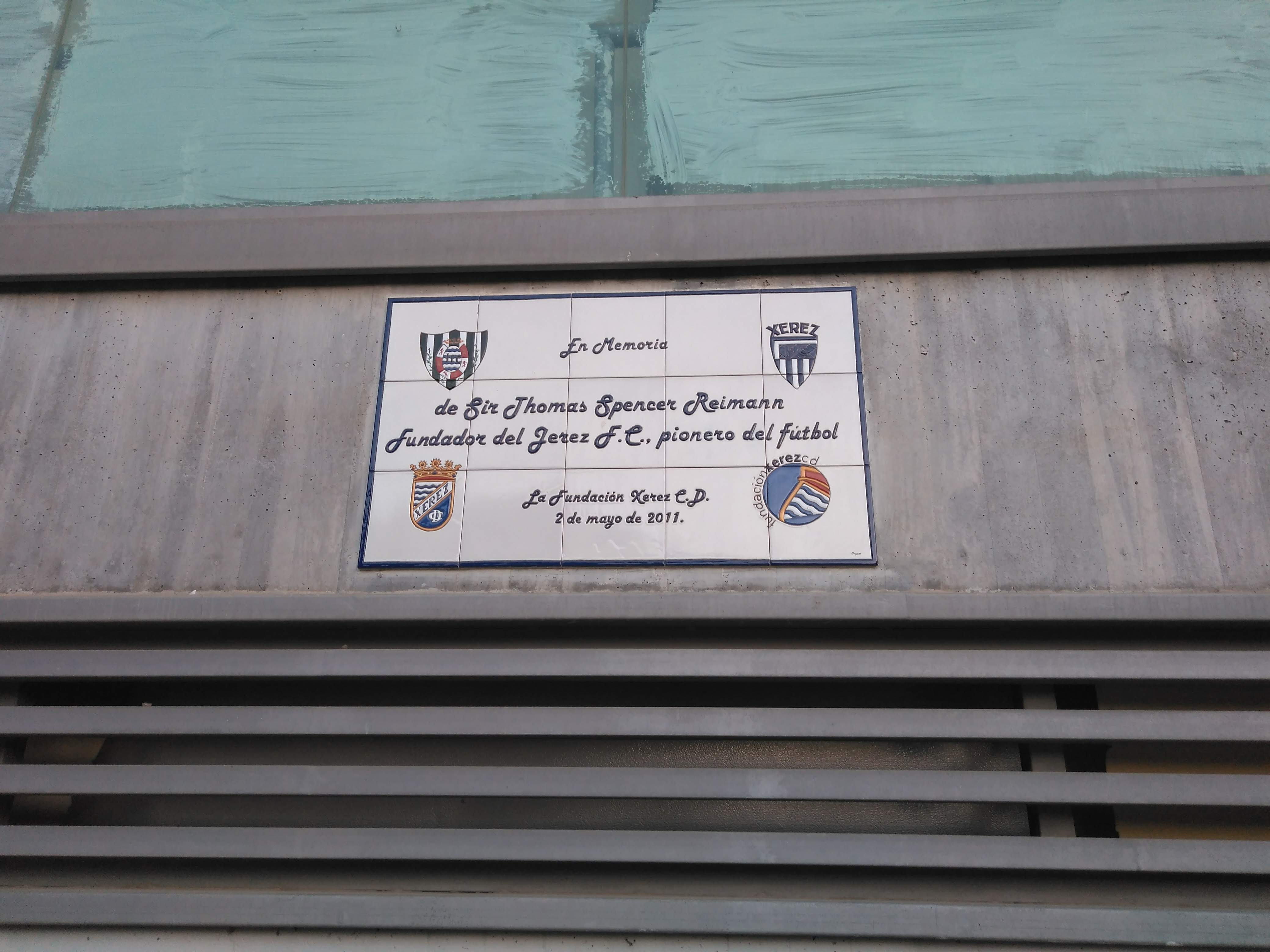
Placa en el Estadio Municipal de Chapín en honor a Sir Thomas Spencer Reimann.

### Fundación del Jerez Foot-Ball Club
El club fue fundado en oficialmente en 1911 (1907, según otras fuentes) por Sir Thomas E. Spencer Reimann, un trabajador británico, de origen gibraltareño de las Bodegas William & Humbert que llegó a ser, además, presidente, jugador y capitán del club.
El conjunto comenzó vistiendo una equipación blanca con calzas negras, pero pronto sustituiría esa equipación por una azul y blanca. En el primer momento, la entidad comenzó jugando en la Pista de San Benito y al poco tiempo se pasaría a los terrenos de la Venta de los Negros. En este momento el club comienza a adquirir notoriedad entre los clubes del sur, derrotando a rivales como el Español F.C. de Cádiz y los representantes de Algeciras, San Fernando y Huelva.

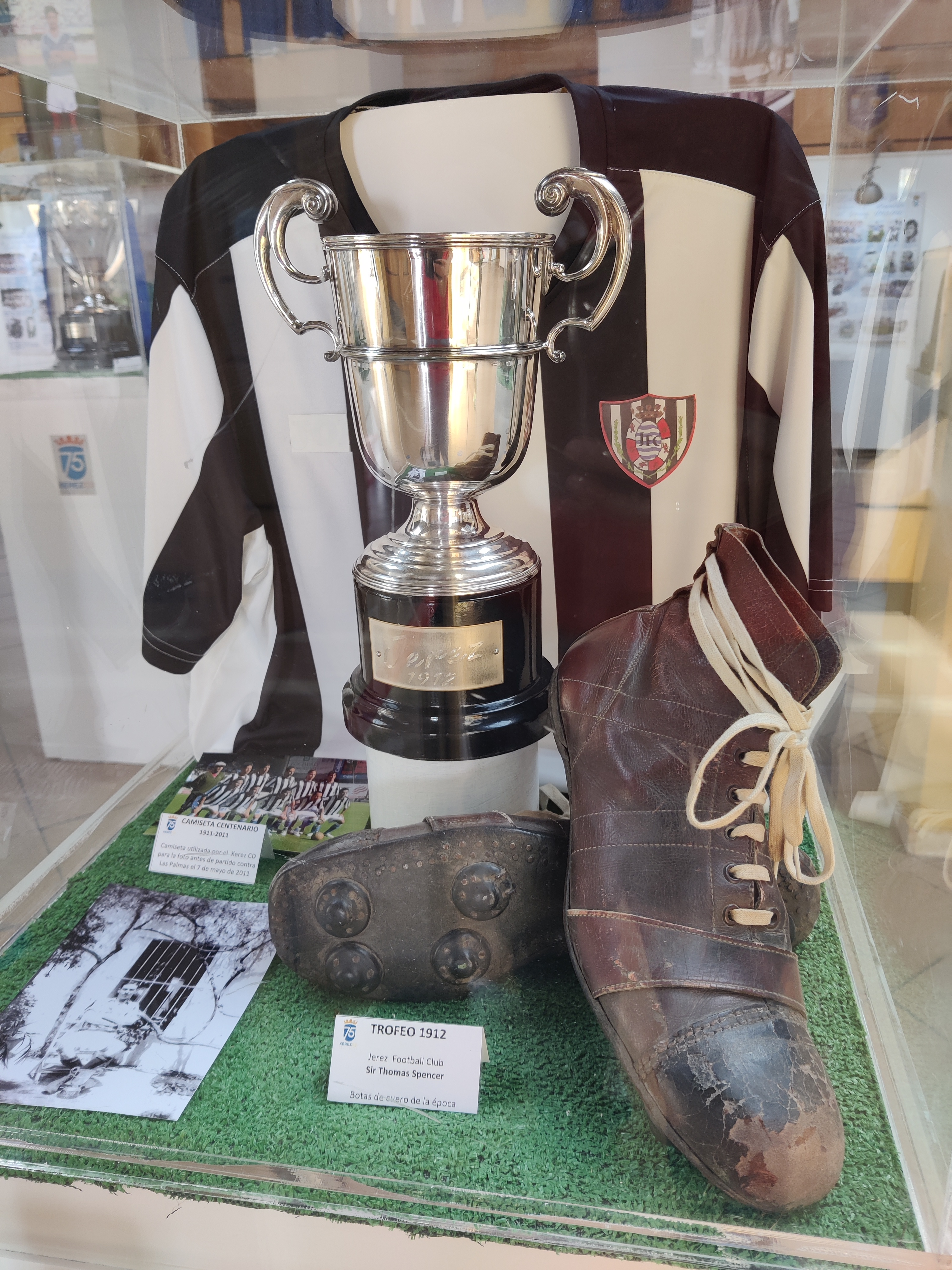
Equipación del Jerez F.C.

En 1914 se fusiona con el Fortuna F.C., club nacido en 1908, integrando a este último dentro de su estructura y jugando a nivel provincial hasta que por dificultades de la época, acabaría desapareciendo en 1917. El número de aficionados aumenta significativamente y se pasa a jugar en el campo de la Venta San José. En el año 1927 se transladan al Stadium González-Byass.
La llegada del profesionalismo hace mella en el club y finalizando la década desaparece ante la imposibilidad de retener a sus máximas figuras.

## Datos deportivos

### Temporadas
| Temporada | Categoría      | Posición           | Copa del Rey |
| --------- | -------------- | ------------------ | ------------ |
| 1923-24   | 2.ª Regional   | Semifinal Regional | No disputada |
| 1924-25   | 1.ª Regional B | Semifinal Regional | No disputada |
| 1925-26   | 1.ª Regional B | Semifinal Regional | No disputada |
| 1926-27   | 1.ª Regional B | Final Provincial   | No disputada |
| 1927-28   | 1.ª Regional B | Semifinal Regional | No disputada |
| 1928-29   | 2.ª Regional   | 4.º                | No disputada |
| 1929-30   | 2.ª Regional   | No inscrito        | No disputada |
| 1930-31   | 3.ª Regional   | Retirado           | No disputada |